# 喬·波里托
喬·波里托（英語：Jon Polito，1950年12月29日—2016年9月1日）是美國的一位演員和配音演員。他出生在費城。波里托是一位已經出櫃的同性戀者。

## 外部連結
- 喬·波里托在互联网电影资料库（IMDb）上的資料（英文）
- 在AllMovie上喬·波里托的頁面（英文）
- YouTube上的喬·波里托頻道
- Grouchoreviews.com interview with Jon Polito（页面存档备份，存于）
- Name Dropping with Jason Stuart interview with Jon Polito（页面存档备份，存于）